# Freenode
freenode(フリーノード)は、かつて「オープンプロジェクトネットワーク」として知られていたIRCのネットワーク。サーバにはドメイン名chat.freenode.net からアクセスすることができ、これは利用者を新規接続の受け入れが可能なサーバへ順番に送る。freenodeは現存する最も大きなFOSSによるIRCネットワークで、全体で5万を超える利用者と1万以上のチャンネルを持つ。別のIRCネットワークEFnetから移転する形で1995年にサービスを開始した。
アメリカ合衆国に本部をおく非営利団体ピアダイレクテドプロジェクトセンター(Peer-Directed Projects Centre)によって運営される。ネットワークの改善および他の社会福利目的の非営利団体の支援がフリーノードの目的である。フリーノードはオープンソースプログラマに特に人気がある。フリーノードはその活動に共鳴する支援者からホスティングの提供を受け、そのサーバは北米、ヨーロッパ、オーストラリアなどに点在する。個々のサーバには著名なSF作家等にちなんだ人名が付けられている。